# Actinotia alba
Actinotia alba är en fjärilsart som beskrevs av Ribbe 1912. Actinotia alba ingår i släktet Actinotia och familjen nattflyn. Inga underarter finns listade i Catalogue of Life.